# Leiomela peruviana
Leiomela peruviana är en bladmossart som beskrevs av Robert Statham Williams 1928. Leiomela peruviana ingår i släktet Leiomela och familjen Bartramiaceae. Inga underarter finns listade i Catalogue of Life.